# DT64

Logo des „Jugendradio DT64“

DT64 war das Jugendprogramm des DDR-Rundfunks und ein wesentliches Element der Jugendkultur in der DDR. 1964 gegründet, wurde DT64 1986 ein eigenständiger Sender, der bis Mai 1993 bestand. Nachfolgesender ist MDR Sputnik, aber einige Moderatoren gingen, in der Regel über Rockradio B,  auch zu Fritz.

## Geschichte

### Zeit in der DDR bis 1989

#### Vorgeschichte
1959 bildete Radio DDR die Redaktion Junge Welle. Ihr gehörten drei Sendergruppen an: Jugendfunk, Kinderradio DDR und Aus dem Butzemannhaus (Vorschulprogramm). Am 1. Dezember 1961 begann die Junge Welle mit dem Abend der Jugend; immer freitags von 18:00 bis 18:55 Uhr und von 19:20 bis 20:40 Uhr über Radio DDR I. Ein buntes Magazinprogramm mit Jugendthemen (Politik, Kultur, Sport, Freizeit) und viel „jugendgemäßer“ Musik; oft auch monothematisch. In der Regel waren es Originalsendungen aus einem oder mehreren Orten der DDR – aus Städten, Dörfern oder Jugend-Klubhäusern.
Musikredakteur Klaus Schneider (gleichzeitig auch Leiter der Jenaer Oldtimers, der vom Sender Weimar nach Berlin gewechselt war) bemühte sich, ein für damalige Verhältnisse populäres Jugendmusik-Programm zu gestalten.
Als 1964 das Deutschlandtreffen in greifbare Nähe rückte, wurde das Sonderstudio DT64 auf Anregung von Radio DDR mit Unterstützung der Jugendredaktionen vom Berliner Rundfunk und Deutschlandsender sowie weiterer Mitarbeiter eingerichtet, wie hier nachfolgend beschrieben. Da dieses Programm so großen Anklang fand, kamen Anfragen von jungen Leuten und auch vom FDJ-Zentralrat an die Leitung des Staatlichen Rundfunkkomitees, ob nicht ein ähnliches Programm täglich ausgestrahlt werden könne. Zunächst fragte man die Intendanz von Radio DDR, ob sie dazu bereit wäre. Sie lehnte aber ab, weil sie bereits ein Konzept zur Umgestaltung des Radio-DDR-Programms ausgearbeitet hatte und eine ständige Jugendsendung nicht ins Konzept passte. Schließlich griff der Berliner Rundfunk zu diesem Angebot. Am 29. Juni 1964 begann das offizielle DT64-Programm. Somit kann die Junge Welle mit dem Abend der Jugend als der Vorläufer von DT64 betrachtet werden.

#### DT64
DT64 wurde zum Deutschlandtreffen der Jugend 1964 (DeutschlandTreffen 1964) in Ost-Berlin als „Sonderstudio Deutschlandtreffen 1964“ ins Leben gerufen. Dieses strahlte im Mai 1964 99 Stunden ohne Unterbrechung für die Teilnehmer des Treffens ein Programm mit internationaler Musik und mit hohem Live-Anteil aus.
Später übernahm der Berliner Rundfunk für die ganze DDR auf Mittelwelle und UKW das „Jugendstudio DT64“. Es war das erste Radioprogramm der DDR, das sich gezielt an „die Jugend“ richtete. Erich Honecker kritisierte auf dem 11. Plenum des ZK der SED (16. bis 18. Dezember 1965): „Über eine lange Zeit hat DT64 in seinem Musikprogramm einseitig die Beatmusik propagiert. In den Sendungen des Jugendsenders wurden in nicht vertretbarer Weise die Fragen der allseitigen Bildung und des Wissens junger Menschen … außer acht gelassen.“
Im Jahr 1976 begannen die „DT64 Jugendkonzerte“. Ab dem 1. September 1981 startete zusammen mit dem Jugendfunk der Stimme der DDR ein regelmäßiges Abendprogramm zwischen 19 und 24 Uhr. Zu Beginn war das Programm nur in Berlin, später auch in der gesamten DDR zu hören.
Nach der Einrichtung einer eigenen DDR-weiten UKW-Senderkette wurde DT64 am 7. März 1986 ein eigenständiger Sender, der von 13 bis 24 Uhr zu empfangen war. Im Dezember 1987 wurde das Programmangebot auf täglich 20 Stunden ausgeweitet. Das Programm startete ab 4 Uhr mit dem Morgenrock. Sonnabends gab es internationale Hits mit den Charts aus der Bundesrepublik, Großbritannien und den USA (Hit-Globus mit Lutz Bertram). Beliebt war auch die Sendung Duett – Musik für den Rekorder, die mehr oder weniger aktuelle Schallplatten vollständig spielte und dadurch das Mitschneiden ermöglichte, was von Seiten des Rundfunks auch so gewollt war. Ebenso waren Spezialsendungen wie Tendenz Hard bis Heavy, Maxistunde (sonntags 11 bis 13 Uhr) und Electronics sehr beliebt. Letztere Sendung wurde von Olaf Zimmermann moderiert, der mit den Elektro Beats eine ähnliche Sendung auch heute noch bei Radio Eins moderiert. Im Bereich Alternative war die Sendung Parocktikum mit Lutz Schramm von großer Bedeutung für die Präsentation von Musikern aus der DDR und der ganzen Welt.

### Friedliche Revolution
Am 2. Oktober 1989 wurden in einem Protokoll des Ministeriums für Staatssicherheit Verbindungen zum Neuen Forum konstatiert. Einen Tag später schloss die DDR die Grenze zur ČSSR und am Tag darauf sagte Herman van Veen auf dem Sender: „Ich werde die Mauer wegsingen“. Während der angespannten politischen Lage vor der Wende und friedlichen Revolution berichtete DT64 über die Montagsdemonstrationen.
Knapp einen Monat später, am 8. November 1989, sprach die Belegschaft des Senders ihrer Leitung das Misstrauen aus und es wurden Teile der öffentlichen Lesung des Buches Schwierigkeiten mit der Wahrheit von Walter Janka wiedergegeben. Zwei Tage später sendete der Morgenrock vom West-Berliner Kurfürstendamm, und es begannen erste Kontakte mit dem SFB, mit dem am 20. November die erste deutsch-deutsche Radio-Gemeinschaftssendung ausgestrahlt wurde.

### Die Zeit ab 1990
Ab dem 1. April 1990 war DT64 unter dem Chefredakteur Michael Schiewack rund um die Uhr auf Sendung – unter dem Motto „Power from the East Side“. Zusammen mit dem SDR 3 wurde am 17. August 1990 die längste Hitparade der Welt Top 2000 D mit 2000 von den Hörern gewählten Liedern gestartet; die Sendung lief über neun Tage. Siegertitel war Sinéad O’Connors Song Nothing Compares 2 U.
Am 7. September 1990 wurden die Frequenzen außerhalb von Berlin unangekündigt an den RIAS abgegeben. Nach massiven Protesten von Hörern (vor allem in Berlin, Dresden und Neubrandenburg) wurden am nächsten Tag alle Frequenzen wieder an DT64 zurückgegeben.
Nach der Vereinigung beider deutscher Staaten wurde das Jugendradio DT64 als Programm gemäß dem Artikel 36 des Einigungsvertrages (Rundfunküberleitungsgesetz) weitergeführt. Entsprechende Programme mussten bis spätestens Ende 1991 entweder in öffentlich-rechtliche Einrichtungen überführt (z. B. DS Kultur) oder abgewickelt werden.
Im Mai 1991 während der „DT64 Hitkarawane“ entstand an der Technischen Universität Chemnitz der Verein Freunde des Jugendradio DT64 e. V., der für den Erhalt des Senders eintrat. Die drohende Abschaltung führte zu Protesten auf dem gesamten Gebiet der ehemaligen DDR, so unter anderem in Leipzig, Dresden, Halle, Schwerin, Potsdam und Altenburg. Selbst im Westen der neuen Bundesrepublik bildeten sich Freundeskreise dort, wo der Sender nahe der ehemaligen Grenze noch gut zu empfangen war, so z. B. in Braunschweig. Die Unsicherheiten über den Fortbestand gingen weiter und so auch die Demonstrationen für den Erhalt des Senders. DT64 war einer der ersten deutschen Radiosender, die Techno-Musik spielten (in der Sendung Dancehall von Marusha). Die heute noch jährlich stattfindende Mayday (größter Indoor-Rave Deutschlands) entstand 1991 als von Fabian Lenz und dessen Bruder Maximilian Lenz alias WestBam initiierte Aktion zur Rettung von DT64. Am 16. November 1991 gingen allein in Dresden 10.000 Demonstranten auf die Straße. Am 20. Dezember 1991 gestalteten Prominente das Programm des Jugendsenders, um ihre Solidarität mit dem Programm zu bekunden. Zu den Moderatoren gehörten Tamara Danz, Angelika Weiz, Regine Hildebrandt, Günther Fischer, Gregor Gysi, Günter Gaus und viele andere.
Im Bundestag wurde am 12. Dezember 1991 ein Entschließungsantrag für den Erhalt von DT64 beraten, aber abgelehnt. Am Abend erklärte in Magdeburg die MDR-Hörfunkdirektorin Carola Sommerey die Bereitschaft des MDR, den Sender ein halbes Jahr auf den bisherigen Frequenzen auszustrahlen. Am 31. Dezember 1991 endete für Mecklenburg-Vorpommern die Ausstrahlung des Senders, da der NDR zu einer Ausstrahlung nicht bereit war. Im Bereich des ORB wurde das Programm von DT64 ab 1. Januar 1992 zwischen 15 und 18 Uhr für das neue ORB-Jugendradio Rockradio B unterbrochen. In den folgenden Monaten baute Rockradio B sein Programm weiter aus. Am 25. Januar 1992 fand in der Werner-Seelenbinder-Halle ein Rockmarathon für den Erhalt von DT64 statt. Unter anderem waren die Abstürzenden Brieftauben, Big Savod and the Deep Manko und Freygang dabei. Vom Leipziger Hauptbahnhof startete ein „Sonderzug nach Pankow“, der von Fans aus Sachsen gemietet war. Die Abfertigung des Zuges erfolgte durch Udo Lindenberg.
Am 15. Juni 1992 entschied der MDR, DT64 ab Juli auf Mittelwelle 1044 kHz zu senden und die UKW-Ausstrahlung zu beenden. Die bisherige UKW-Kette von DT64 im MDR-Sendegebiet sollte ab dem 1. Juli 1992 dem Privatfunk dienen. Die dem MDR von Seiten der Politik zur Verfügung gestellten drei Senderketten waren bereits belegt. Die Entscheidung war bis Ende 1992 befristet. Der Sender kämpfte weiter und forderte seine Hörer auf, mitzuteilen, wo überall der Empfang möglich war. Bestätigungen kamen unter anderem aus Irland, London, Prag, Tirol, Korsika, Schweden und Ungarn. Am 19. Juni 1992 strahlte DT64 zwölf Stunden lang eine Privatsender-Parodie namens Superradio 2000 O aus. Die Programmmacher gaben damit dem Hörer einen überspitzten Vorgeschmack auf das, was ihn ab dem 1. Juli 1992 auf den Frequenzen erwarten würde.
Das letzte Lied über UKW war sowohl am 31. Dezember 1991, als die Frequenzen in Mecklenburg-Vorpommern um Mitternacht abgeschaltet wurden, als auch am 30. Juni 1992, 19 Uhr in Berlin/Brandenburg bzw. um Mitternacht auf den restlichen Frequenzen Gut Nacht von Lutz Kerschowskis Blankenfelder Boogie Band.
Am 30. November 1992 nahm der Rundfunkrat des MDR die Pläne des Intendanten Udo Reiter „zustimmend zur Kenntnis“, den Sender ab 1993 weiter auf Mittelwelle zu senden und in Perspektive unter neuem Namen auf Satellit auszustrahlen. Am 18. Januar 1993 beschloss der Rundfunkrat, die Produktion des Senders nach Halle zu verlegen. Ab dem 1. März 1993 begann, zunächst testweise, die Ausstrahlung des Senders über Astra 1B. 18 Tage später forderte die Junge Union die Abschaltung von DT64.

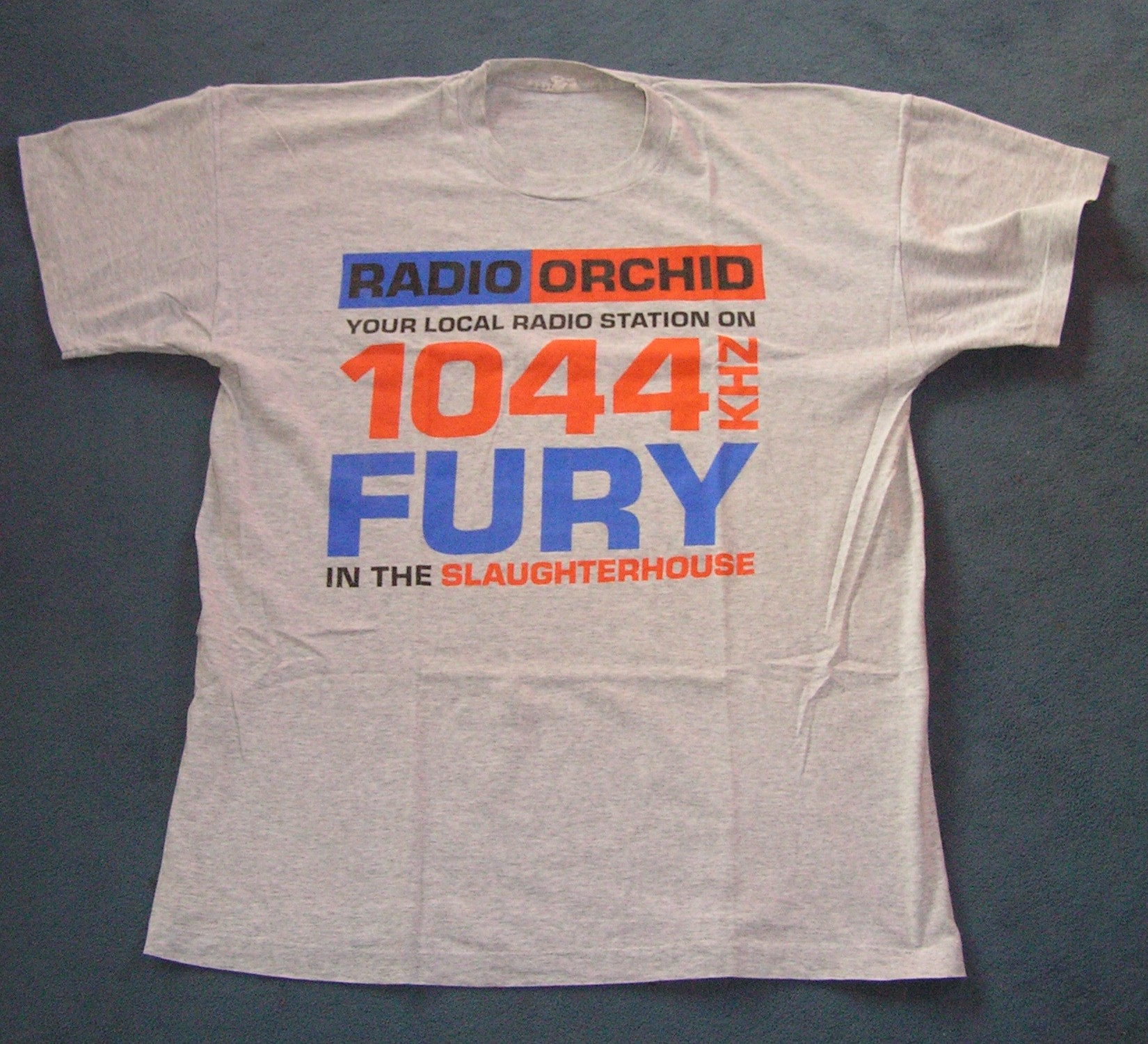
Fury-T-Shirt „Radio Orchid“ aus dem Jahr 1993

Die hannoversche Band Fury in the Slaughterhouse nahm Anfang 1993 mit ihrem Song Radio Orchid (vom Album Mono) Bezug auf die Verbannung auf eine Mittelwellen-Frequenz und die geplante Ausstrahlung über Satellit: Während der 1993er Tour wurden an den Merchandising-Ständen T-Shirts mit der Aufschrift „Radio Orchid – 1044 kHz“ verkauft.
Am 1. Mai 1993 endete die Zeit von DT64 mit der Umbenennung in Sputnik. Der neue Name war ein Vorschlag von Kurt Biedenkopf, dem damaligen Ministerpräsidenten Sachsens. Der Slogan des neuen Sputniks lautet ähnlich vieler anderer Sender Einfach die beste Musik. Und null Werbung.
Am 10. März 1999 ließ sich der MDR die Rechte an Namen und Logo von DT64 als Wort-/Bildmarke schützen.
Am 21. Oktober 2016 wurde die Wort- und Bildmarke DT64 von der Antenne MV GmbH & Co. KG übernommen. Zum 3. Januar 2020 wurde die Wort- und Bildmarke gelöscht.

## Bekannte Moderatoren und Sprecher
- Wilfried Bergholz, Hörfunkredakteur (1975 bis 1978)
- Lutz Bertram, Radiomoderator
- Karsten Blumenthal, Moderator, Schauspieler und Regisseur
- Marion Brasch, Hörfunkjournalistin und Schriftstellerin
- Christine Dähn[4]
- Susanne Daubner, später Fernsehmoderatorin und Nachrichtensprecherin (Tagesschau)
- Knut Elstermann, Filmkritiker und Moderator
- Tatjana Jury, später Fernsehmoderatorin
- Luise Mirsch, Moderatorin, Musikredakteurin, Musikproduzentin
- Jens Riewa, Moderator und später Nachrichtensprecher (Tagesschau)
- Lutz Schramm, Rundfunkkünstler und Journalist
- Andreas Ulrich, Journalist und Moderator.
- Stefan Lasch, Redakteur, Moderator und stellvertretender Chefredakteur Musik
- Frank Aischmann, Moderator
- Silke Hasselmann, Moderatorin
- Günter Schneidewind, Radiomoderator, kam während der Hörer-Hitparade Top2000D nach Stuttgart zum SDR. Später Radiomoderator und Buchautor beim SDR und SWR in Stuttgart.

## Filmdokumentationen
Von Rainer Hällfritzsch und Ulrike Hemberger erschien auf Videokassette die 50-minütige Dokumentation Jugendradio DT64. Chronik einer angekündigten Abwicklung; Inhalt: Der Film schildert den phantasiereichen Kampf um den beliebten Sender von September 1991 bis zum Frühjahr 1992.
- Pressestimmen:
  - Der Film „ist auch ein Film über die Jugendlichen, ihre Kultur und Identität …, der zeigt, daß es um mehr geht, als den Erhalt von DT64.“ (Der Tagesspiegel, 6. Mai 1992)
  - „Im heißen Abwicklungsherbst ’91 wurde der Radiosender zum Motor einer Bewegung, bei deren Aktivisten das Video ‚Jugendradio DT64‘ Kultstatus erreichen dürfte.“ (Berliner Zeitung. 6. Mai 1992)
  - „In dem 50 Minutenstreifen wird deutlich, daß es beim Jugendradio um ostdeutsches Herzblut geht. Eine Lektion, daß ‚man in der neuen Gesellschaft doch etwas auf der Straße durchsetzen‘ [Filmzitat] kann, war der Zwischenerfolg der Freunde von DT64.“ (die tageszeitung, 6. Mai 1992)

## Hörfunkdokumentationen
- Thomas Gaevert: Eure Sendung, junge Leute! – Die Geschichte von Radio DT64. Produktion: Südwestrundfunk 2003; Erstsendung: 6. Mai 2003 im SWR2